# Aardbeving Lissabon 1755
De aardbeving van Lissabon op 1 november 1755, om 9.40 uur 's morgens in de Portugese hoofdstad Lissabon, was een van de meest vernietigende en dodelijke aardbevingen in de geschiedenis, met tienduizenden doden. De beving werd gevolgd door een tsunami en een brand die vrijwel heel Lissabon vernielde. Geologen vermoeden dat de aardbeving van Lissabon een sterkte van 9 op de schaal van Richter bereikte, met een epicentrum in de Atlantische Oceaan zo'n 200 kilometer westzuidwest van Cabo de São Vicente.
De aardbeving dreef bestaande politieke spanningen op en verhinderde in sterke mate de koloniale ambities van het 18e-eeuwse Portugal. De gebeurtenis werd druk besproken door Europese verlichtingsfilosofen en inspireerde tot voorname ontwikkelingen in de theodicee en in de filosofie van het sublieme. De aardbeving van Lissabon luidde ook de komst van de moderne seismologie in, en er werd voor het eerst wetenschappelijk onderzoek gedaan naar de effecten van de aardbeving in een groot gebied.

## Aardbeving

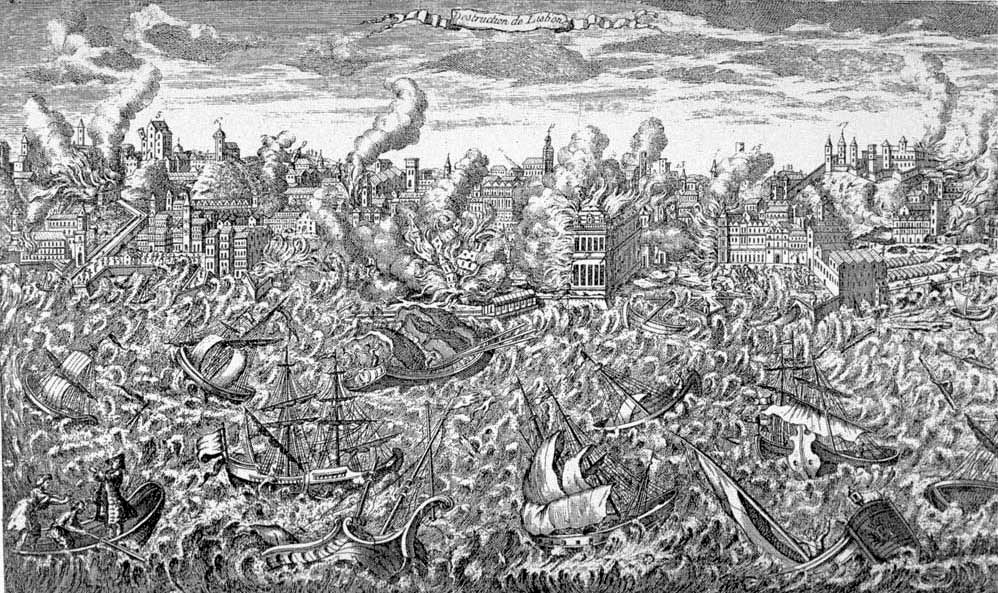
Deze kopergravure uit 1755 toont de ruïnes van Lissabon in vlammen en een tsunami die de schepen in de haven overweldigt

De aardbeving sloeg toe op zaterdagmorgen 1 november, Allerheiligen, in Portugal. De kerken zaten vol met gelovigen. Omdat veel gewelven instortten was het dodental onder de kerkgangers bijzonder hoog. De aardbeving duurde tussen drieënhalve en zes minuten, en veroorzaakte reusachtige kloven in de stadskern, tot vijf meter breed. De overlevenden vluchtten naar de open ruimten van de dokken in de hoop daar veilig te zijn. Ze zagen er hoe het water van de riviermonding zich terugtrok, tot men door het lage water verloren lading en oude scheepswrakken zag. Er wordt gezegd dat dieren op dat moment al hun voorzorgen namen en naar hoger gelegen stadsdelen vluchtten. Vele tientallen minuten na de aardbeving overspoelde een enorme vloedgolf de haven en de binnenstad, tot ver op de Taag. Dit werd gevolgd door twee kleinere golven. In de gebieden die niet getroffen werden door de tsunami, bleef het nog vijf dagen branden.
Lissabon was niet de enige Portugese stad die geteisterd werd. Het zuiden van het land, in het bijzonder de Algarve, werd geheel verwoest. De schokgolven van de aardbeving waren voelbaar door heel Europa (tot in Finland) en Noord-Afrika. Vloedgolven tot 20 meter hoog braken op de kust van Noord-Afrika en teisterden Martinique en Barbados in de Caraïben. De Zuid-Engelse kust werd getroffen door een vloedgolf van drie meter, en ook de westkust van Ierland, Galway, werd getroffen. In Venetië zag de in de piombi (de "loden kerkers" van het Dogepaleis) opgesloten Giacomo Casanova de zware balken van het dak bewegen. Porselein begon te rammelen, siervogels vielen van hun stokken, schoorstenen stortten in en kerkklokken begonnen uit zichzelf te slaan.
Behalve een dodental van een derde van de populatie van Lissabon, was ook de materiële schade enorm. Meer dan 85 procent van de gebouwen moest eraan geloven, inclusief meesterwerken uit de Manueline-architectuur van de 16e eeuw. Gebouwen die door de aardbeving zelf niet aangetast werden, gingen in de vlammen op. Zo werd het gloednieuwe Operahuis, Ópera do Tejo, dat zes maanden daarvoor nog was ingehuldigd, volledig in de as gelegd.
Het gebouw naast de Taag waarin zich de koninklijke bibliotheek en honderden kunstwerken (van Titiaan, Rubens en Correggio) bevonden, werd vernield door zowel de aardbeving als de vloedgolf. De beving beschadigde ook grote kerken zoals de kathedraal van Lissabon, een aantal basilieken en de Misericordiakerk. Het Koninklijk Hospitaal van Allerheiligen (het grootste publieke ziekenhuis op dat moment) brandde volledig uit, waarbij honderden patiënten omkwamen. Het Carmoklooster is in de huidige staat als ruïne een overblijfsel van de toenmalige ramp.

## Na de schok
Uit heel Europa kwam er hulp en werd er solidariteit betoond bij de heropbouw van Lissabon. Vooral van de landen, zoals Engeland, en steden die goede handelsbetrekkingen hadden, kon Lissabon op financiële steun rekenen.
Door een toeval ontsnapte de koninklijke familie levend en wel aan de catastrofe. Een van de dochters van de koning zou de wens geuit hebben om de vakantie eens buiten de stad door te brengen. Na de catastrofe ontwikkelde koning Jozef I van Portugal claustrofobie en hij verhuisde naar een tentenkamp buiten Lissabon. Pas na Jozefs dood begon zijn dochter aan de constructie van het Ajudapaleis, op de plaats van het voormalige tentenkamp.
Net als de koning overleefde ook de eerste minister Sebastião de Melo (de latere Markies van Pombal) de aardbeving. Trouw aan zijn pragmatische instelling, ‘begraaf de doden en voed de levenden’, begon de premier met de opruiming, herinrichting en herbouw van de stad. Ondanks de ongebruikelijke spoed bij het opruimen van lijken, braken er ziekten uit, en daarom werden de lichamen tegen de wil van de Kerk op drijvende pontons naar zee gevoerd om daar verbrand te worden. Om de chaos in de stad te verhinderen, en in het bijzonder om muiterij tegen te gaan, werden er galgen geplaatst op de hoger gelegen plaatsen in de stad waar minstens 34 mensen geëxecuteerd werden. Ondertussen omsingelde het Portugese leger de stad om te beletten dat de gezonde inwoners zouden vluchten, zodat ze niet aan het opruimen konden ontkomen.

## Wederopbouw
Kort na de eerste crisis namen de eerste minister en de koning in allerijl architecten en ingenieurs in dienst. In minder dan een jaar was Lissabon min of meer herbouwd. De koning was trots op zijn nieuwe, perfect geordende hoofdstad. Grote parken en lange, rechte lanen stonden symbool voor het nieuwe Lissabon. Toen men de Markies van Pombal vroeg waar deze brede lanen nu voor nodig waren, zei hij : “Ooit zullen ze smal zijn”. Wie het chaotische verkeer van het moderne Lissabon kent, zal hem gelijk geven. De zogenaamde Pombaline-gebouwen waren bij de eerste constructies die bestand waren tegen aardbevingen.

## Implicaties

### Filosofie

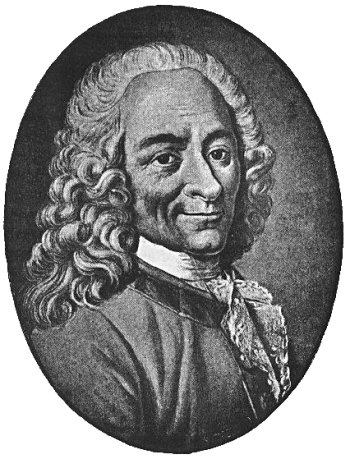
Voltaire

De aardbeving deed meer dan alleen steden en gebouwen op hun grondvesten daveren. Lissabon was de hoofdstad van een devoot katholiek land, met een geschiedenis van investeringen in de kerk en het evangelisme in de koloniën. Desondanks slaagde de aardbeving erin op een katholieke feestdag bijna elke belangrijke kerk te vernietigen. Voor de achttiende-eeuwse theologie en filosofie was deze uiting van boosheid van God moeilijk uit te leggen.
De aardbeving beïnvloedde veel denkers van de Europese Verlichting. Verschillende moderne filosofen vermeldden de aardbeving in hun geschriften, zoals Voltaire in Candide en in zijn gedicht over de ramp van Lissabon. De willekeur waarmee mensen stierven of overleefden maakte Voltaire kritischer tegenover de idee van Leibniz dat dit "de beste van alle mogelijke werelden" was. Of zoals Theodor Adorno schreef : “de aardbeving van Lissabon slaagde erin Voltaire te genezen van de theodicee van Leibniz”. Deze zienswijze van Voltaire was enigszins atypisch. Ze lokte een polemische reactie uit van Rousseau, die schreef dat mensen het over zichzelf hadden afgeroepen door de natuur te verlaten en in steden bijeen te hokken.

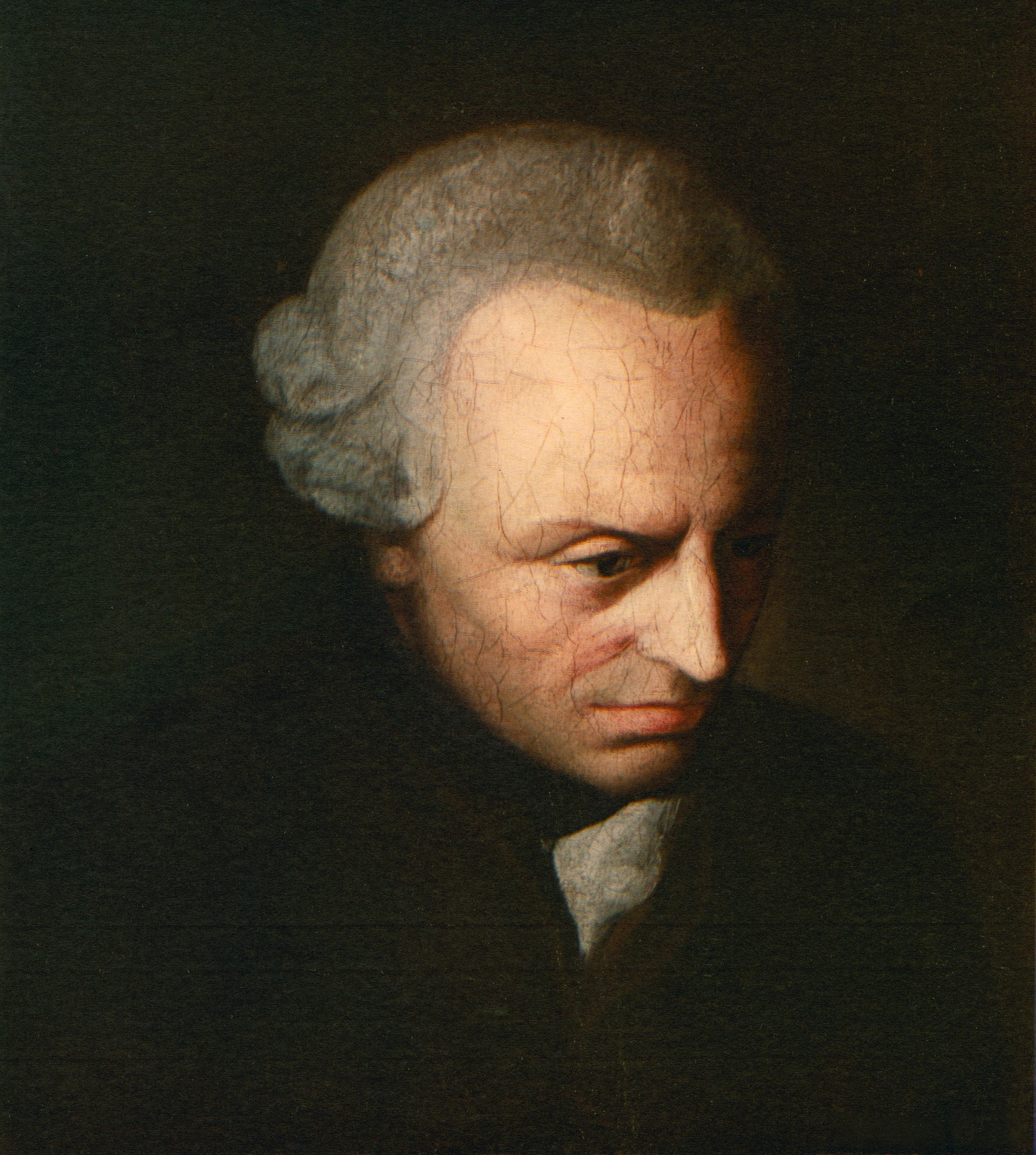
Immanuel Kant

Het concept van het sublieme werd, hoewel het al bestond voor 1755, verder ontwikkeld in de filosofie. Het idee werd grondig uitgewerkt door Immanuel Kant, ten dele vanuit zijn pogingen om de omvang van de beving en vloedgolf in Lissabon te begrijpen. Kant publiceerde drie aparte teksten over de aardbeving. De jonge Kant, die gefascineerd was over het gebeuren, verzamelde alle informatie die hem bereikte in nieuwspamfletten, en gebruikte dit om een theorie van de mogelijke oorzaken te formuleren. Kants theorie was een van de eerste moderne systematische pogingen om aardbevingen te verklaren vanuit natuurlijke in plaats van bovennatuurlijke oorzaken. Walter Benjamin noemt Kants vroege werk over de aardbeving waarschijnlijk het begin van de wetenschappelijke geografie in Duitsland, en zeker het begin van seismologie.
Volgens Werner Hamacher begon de filosofie na de aardbeving ook een andere woordenschat te hanteren. De gebruikelijke metafoor van een "gefundeerde" theorie werd steeds minder vaak gebruikt. De gefundeerde zekerheden van Descartes' filosofie kwamen op de helling te staan.

### Politiek
De Portugese politiek en vooral die in Lissabon veranderde sterk door de aardbeving. De eerste minister was de favoriet van de koning maar de aristocratie zag hem eerder als ‘nieuwe adel’ (Sebastião de Melo kreeg dan ook pas vijftien jaar na de aardbeving de titel van Markies van Pombal). De eerste minister hield op zijn beurt niet van de oude adel, die hij corrupt vond en niet in staat om praktisch te handelen. De aardbeving maakte tijdelijk een eind aan de constante ruzie om macht tussen de Melo en de adel. Vooral het doeltreffende optreden van de eerste minister na de ramp brak de macht van de aristocratie.

### Seismologie
De reactie van de premier bleef niet beperkt tot de praktische aspecten van de wederopbouw. Hij stuurde ook een vragenlijst naar alle parochies om de omvang en de omstandigheden van de aardbeving te onderzoeken (tijdsduur, aantal naschokken, schade, het gedrag van dieren, en wat er gebeurde met water en bronnen). Met deze bevraging wordt de premier beschouwd als de voorloper van moderne seismologische wetenschappers. De geologische oorzaken van de aardbeving en de seismologische activiteit in de regio blijven een onderwerp van gesprek bij veel hedendaagse wetenschappers.